# Solà de la Muntanya d'Erinyà
El Solà de la Muntanya d'Erinyà, és una solana del terme municipal de Conca de Dalt, al Pallars Jussà, a l'antic terme de Toralla i Serradell, en territori del poble d'Erinyà.
Està situat a l'esquerra del barranc de la Torre, al sud de la Coma i del Clot de la Coma i al nord del Bosc de Serradell. És tot el vessant meridional del contrafort de llevant de la Capcera i del serrat de Camporan. També és al nord-est de la Muntanya de Sant Aleix i al nord del Serrat del Ban.